# La Permuta, Oaxaca
La Permuta är en ort i Mexiko.   Den ligger i kommunen San Felipe Jalapa de Díaz och delstaten Oaxaca, i den sydöstra delen av landet, 300 km sydost om huvudstaden Mexico City. La Permuta ligger 108 meter över havet och antalet invånare är 714.
Terrängen runt La Permuta är varierad. Runt La Permuta är det ganska glesbefolkat, med 39 invånare per kvadratkilometer. Närmaste större samhälle är San Felipe Jalapa de Díaz, 5,5 km sydväst om La Permuta. Omgivningarna runt La Permuta är en mosaik av jordbruksmark och naturlig växtlighet.